# 2017 en Suède
Chronologie de la Suède
- 2013
- 2014
- 2015
- 2016
- 2017
- 2018
- 2019
- 2020
- 2021

Cet article présente les faits marquants de l'année 2017 en Suède ou relatifs à la Suède.

## Gouvernement
- Monarque : Charles XVI Gustave.
- Premier ministre : Stefan Löfven .

## Événements
- 7 avril :  attentat au camion-bélier à Stockholm. Attentat terroriste islamiste au camion-bélier perpétré dans une grande rue piétonne du centre de Stockholm (Suède), la Drottninggatan. L'attaque fait 5 morts et 14 blessés. Le camion finit sa course dans une entrée de magasin et son conducteur réussit à fuir la scène de crime.

### Prix Nobel
Les lauréats du Prix Nobel en 2017 sont :
- Prix Nobel de chimie : Jacques Dubochet, Joachim Frank et Richard Henderson.
- Prix Nobel de littérature : Kazuo Ishiguro.
- Prix Nobel de la paix : Campagne internationale pour l'abolition des armes nucléaires (ICAN).
- Prix Nobel de physiologie ou médecine : Jeffrey C. Hall, Michael Rosbash et Michael W. Young.
- Prix Nobel de physique : Rainer Weiss, Barry C. Barish et Kip Thorne.
- « Prix Nobel » d'économie : Richard Thaler.

## Art et culture

### Chanson
- Le Melodifestivalen 2017 est le concours de chansons permettant de sélectionner le représentant de la Suède au Concours Eurovision de la chanson 2017, qui se déroulera à Kiev, au Centre d'exposition internationale. Il consistera en quatre demi-finales (Deltävling), rassemblant sept artistes chacune, une deuxième chance (Andra Chansen) et une finale.

### Littérature
- La Fille qui rendait coup pour coup (titre original : Mannen Som Sökte Sin Skugga, littéralement « L'homme qui cherchait son ombre ») est un roman policier suédois de David Lagercrantz paru en 2017.
- La Sorcière (titre original : Häxan) est un roman policier de Camilla Läckberg, publié en Suède en 2017puis paru en français aux éditions Actes Sud dans la collection Actes noirs la même année. Le roman s'inspire de l'exécution pour sorcellerie d'Elin Jonsdotter à Fjällbacka en Suède en 1672[1],[2],[3],[4].

## Naissances
- Naissances en Norvège en 2017

## Décès
- Décès en Norvège en 2017